# Elliot Dixon
Pour les articles homonymes, voir Dixon.

a Compétitions nationales et continentales officielles uniquement.

b Matchs officiels uniquement.
Dernière mise à jour le 5 juillet 2023.
Elliot Dixon, né le 4 septembre 1989 à Christchurch (Nouvelle-Zélande), est un joueur international néo-zélandais de rugby à XV évoluant aux postes de troisième ligne aile ou troisième ligne centre. Il mesure 1,93 m pour 111 kg.

## Carrière

### En club
Bien qu'il ait effectué sa formation dans sa région natale de Canterbury, Elliot Dixon commence sa carrière professionnelle en 2010 avec l'équipe de Southland en NPC.
En 2011, il fait également ses débuts en Super Rugby avec la franchise des Highlanders. Après deux premières saisons avec très peu de temps de jeu, un seul match disputé, il s'impose petit à petit comme un cadre du pack des Highlanders au poste de troisième ligne. Il aide ainsi son équipe à remporter le trophée de l'édition 2015 avec, notamment, une performance majuscule lors de la finale les opposant aux Hurricanes où il inscrit un essai sur un exploit personnel et effectue 13 placages, ce qui lui vaut le titre d'homme du match.
En 2018, il décide de rejoindre le club japonais des Ricoh Black Rams évoluant en Top League, tout en prolongeant son contrat avec les Highlanders jusqu'en 2020,.
En 2021, il s'engage pour deux saisons au Biarritz olympique, tout juste promu en Top 14. Après une deuxième saison avec le club basque en Pro D2, il quitte le club en juin 2023.

### En équipe nationale
Il joue avec les Baby Blacks en 2009. Il remporte le championnat du monde junior cette année-là.
Elliot Dixon a également représenté l'équipe des Māori All Blacks à partir de 2012, cumulant dix apparitions avec cette équipe.
En juin 2016, il est retenu dans le groupe des 39 joueurs choisis par Steve Hansen pour évoluer avec les All Blacks dans le cadre de la série de test-matchs les opposant au pays de Galles.
Il obtient sa première cape internationale dans la foulée, le 25 juin 2016, lors du troisième test-match de la série contre le pays de Galles à Dunedin.

## Palmarès

### En club et province
- 57 matchs de NPC avec Southland.
- 105 matchs de Super Rugby avec les Highlanders.

### En équipe nationale
- Champion du monde junior en 2009.
- Vainqueur du Rugby Championship en 2016.

## Statistiques
Elliot Dixon compte trois sélections avec les All Blacks depuis son premier match le 25 juin 2016 contre le pays de Galles. Il a inscrit 5 points (1 essai).
Il participe à une édition du Rugby Championship, en 2016. Il dispute une rencontre dans cette compétition,.